# Longueville-sur-Scie
Longueville-sur-Scie är en kommun i departementet Seine-Maritime i regionen Normandie i norra Frankrike. Kommunen ligger i kantonen Longueville-sur-Scie som tillhör arrondissementet Dieppe. År 2022 hade Longueville-sur-Scie 908 invånare.

## Befolkningsutveckling
Antalet invånare i kommunen Longueville-sur-Scie
| Referens: INSEE |